# Vicia orobus
Vicia orobus — вид квіткових рослин з родини бобових (Fabaceae). Ареал: Андорра, Бельгія, Данія, Франція, Німеччина, Ірландія, Норвегія, Португалія, Іспанія, Швейцарія, Велика Британія.

## Морфологічний опис
Це багаторічна рослина, 20–50(65) см завдовжки, волосиста, зелена, прямовисна або висхідна, не витка, росте пучками. Листя 30–90 мм, мукронатне, без вусиків, з 8–15 парами довгастих листочків 9–25 × 3–7.5(10) мм, дуже близько один до одного, нижня пара обіймає стебло. Прилистки майже цілісні, ланцетні, гострі 6–14 × 1–5 мм. Білуваті квітки з прожилками та плямами пурпурового кольору, досить великі, по 6–24 у суцвіттях на довгих ніжках, що виходять за межі листка. Чашечка волохата, з нерівними зубцями. Стручки 25–30 мм на 6–7 штук, лінійно-довгасті, стиснуті, голі, жовтуваті при дозріванні. Насіння приблизно 4 мм, довгасто-еліпсоїдне, стиснуте, гладке, темно-коричневе, майже чорне.

## Середовище
Зростає на висотах від 0 до 2380 метрів. Vicia orobus — трав'яниста багаторічна рослина, яка зустрічається переважно в широколистяних, хвойних, склерофільних, напівлистяних та гірських березових лісах. Також зустрічається на трав'янистих та кам'янистих місцях і в чагарниках. Немає відомих серйозних загроз для цього виду.